# Christina Birch
Christina Birch (* 17. November 1986 in Mesa) ist eine US-amerikanische Raumfahrtanwärterin der NASA und ehemalige Radsportlerin.

## Sportliche Laufbahn
2009 begann Christina Birch mit dem Radsport, indem sie an lokalen Rennen teilnahm. Während ihres Studiums der Biotechnologie am Massachusetts Institute of Technology startete sie für das Universitätsteam hauptsächlich bei Querfeldeinrennen. Mit dem Bahnradsport begann sie 2012 als Crosstraining zum Querfeldein, musste den Sport aber wieder aufgeben, da die in der Nähe gelegene Radrennbahn geschlossen wurde. Nach ihrer Promotion zog sie 2015 nach Kalifornien, um an der dortigen University of California zu unterrichten. Dort fand sie Gelegenheit, auf dem Velo Sports Center zu trainieren. Nach einem Jahr wechselte sie den Arbeitsplatz, um näher am Velodrom zu wohnen.
2016 wurde Birch US-amerikanische Meisterin in der Einerverfolgung, im Jahr darauf in der Einer- sowie in der Mannschaftsverfolgung, 2018 im Zweier-Mannschaftsfahren und in der Mannschaftsverfolgung. Ebenfalls 2018 wurde sie (mit Jennifer Valente, Kimberly Geist und Kelly Catlin) Panamerikameisterin in der Mannschaftsverfolgung. Bei den Panamerikaspielen im bolivianischen Lima gewann sie mit Geist im Zweier-Mannschaftsfahren und mit Geist, Chloé Dygert und Lily Williams in der Mannschaftsverfolgung. Bei den Panamerikaspielen im Jahr darauf errang sie zwei Mal Gold, im Zweier-Mannschaftsfahren mit Kimberly Geist und in der Mannschaftsverfolgung.

## Berufliches und Privates
Christina Birch hat 2015 in Bioengineering promoviert und lehrte von 2015 bis 2016 als Professorin an der University of California, Riverside. Anschließend lehrte sie wissenschaftliche Kommunikation am California Institute of Technology, bis sie ihre wissenschaftlichen Laufbahn unterbrach, um sich auf den Bahnradsport zu konzentrieren.
Im Dezember 2021 wurde Birch von der NASA für die Astronaut Candidate Class 2022 ausgewählt.

## Privates
Birch ist liiert mit dem Radrennfahrer Ashton Lambie (Stand 2021).

## Erfolge

### Bahn
2016
- US-amerikanische Meisterin – Einerverfolgung

2017
- US-amerikanische Meisterin – Einerverfolgung, Mannschaftsverfolgung (mit Catherine Moore, Amanda Seigle und Molly Van Houweling)

2018
- Panamerikameisterin – Mannschaftsverfolgung (mit Jennifer Valente, Kimberly Geist und Kelly Catlin)
- US-amerikanische Meisterin – Zweier-Mannschaftsfahren (mit Jennifer Valente), Mannschaftsverfolgung (mit Jennifer Wheeler, Sarah Munoz und Molly Van Houweling)

2019
- Panamerikaspielesieger – Zweier-Mannschaftsfahren (mit Kimberly Geist), Mannschaftsverfolgung (mit Kimberly Geist, Chloé Dygert und Lily Williams)
- Panamerikameisterschaft – Mannschaftsverfolgung (mit Lily Williams, Kendall Ryan und Emma White)